# 白奉基
白奉基（韓語：백봉기，1980年12月16日—），韓國男演員。

## 影視作品

### 電視劇
- 2001年：KBS《學校4》
- 2004年：SBS《我的正義男友》
- 2005年：KBS《悲傷戀歌》
- 2005年：KBS《愛情中毒》
- 2005年：SBS《薯童謠》飾演 凡路
- 2010年：MBC《Pasta》飾演 閔承在
- 2010年：KBS《九尾狐：狐狸小妹傳》
- 2011年：MBC《我的公主》飾演 海英的跟班
- 2011年：MBC《能聽見我的心嗎？》
- 2011年：KBS《甜蜜的心跳》飾演 金俊燮
- 2011年：MBC《Miss Ripley》飾演 金代理
- 2011年：MBC《我也是花》
- 2012年：JTBC《症候群》
- 2012年：tvN《黃色復仇草》
- 2013年：tvN《藍色巨塔（朝鲜语：푸른거탑）》
- 2013年：tvN《藍色巨塔Zero（朝鲜语：푸른거탑 제로）》
- 2013年：tvN《藍色巨塔Returns（朝鲜语：푸른거탑 리턴즈）》
- 2013年：MBC《韓國小姐》飾演 吳智錫
- 2014年：OCN《神的測驗4》飾演 李煥承（客串第六集）
- 2014年：tvN《黃金巨塔》
- 2014年：JTBC《善巖女高偵探團》飾演 警察
- 2015年：SBS《深夜食堂》飾演 明白
- 2016年：MBC《再一次 Happy Ending》飾演 春基
- 2016年：KBS《奇蹟時間補時》飾演 邢植
- 2016年：Naver tvcast《Tomorrow Boy》
- 2016年：KBS《壬辰倭亂1952》

### 電影
- 2002年：《拯救老公大作戰》
- 2003年：《瑪德琳蛋糕》
- 2003年：《殺人回憶》
- 2003年：《愛在繽紛季節》
- 2004年：《藉著雨點說愛你》
- 2004年：《犯罪的重構》
- 2007年：《PK金武門》
- 2007年：《華麗的假期》
- 2012年：《R2B：獵鷹行動》
- 2014年：《青春學堂》
- 2017年：《犧牲復活報告書》
- 2019年：《成大器者（朝鲜语：크게 될 놈）》飾演 翠鳥

## 外部連結
- NAVER （页面存档备份，存于）